# Haykel Achouri
Haykel Al-Achouri, född 29 augusti 1984 i Tunis, är en tunisisk brottare som tävlar i grekisk-romersk stil.

## Karriär
Vid olympiska sommarspelen 2008 i Peking tävlade Achouri i 84 kg-klassen, där han blev utslagen i åttondelsfinalen mot Shalva Gadabadze. Vid olympiska sommarspelen 2012 i London blev Achouri återigen utslagen i åttondelsfinalen i 84 kg-klassen, denna gång mot Vasyl Rachyba.
Vid olympiska sommarspelen 2020 i Tokyo tävlade Achouri i 97 kg-klassen, där han blev utslagen i åttondelsfinalen mot Tadeusz Michalik.